# Yoldé-Tchoukol
Yoldé-Tchoukol ou Yolde Tchoukkol est une localité située dans l'arrondissement de Bogo, département du Diamaré et région de l’Extrême-Nord du Cameroun. Cette localité compte environ 57 habitants.